# Single numer jeden w roku 1989 (Japonia)
Notowanie Weekly Singles Chart (jap. 週間シングルチャート Shūkan Shinguru Chāto) przedstawia najlepiej sprzedające się single w Japonii. Publikowane jest ono przez magazyn Oricon Style, a dane kompletowane są przez Oricon w oparciu o cotygodniowe wyniki sprzedaży fizycznej singli. Poniżej znajdują się tabele prezentujące najpopularniejsze single w danych tygodniach w roku 1989.

## Oricon Weekly Singles Chart
| Data            | Utwór                                                                                       | Wykonawca              | Źródło |
| --------------- | ------------------------------------------------------------------------------------------- | ---------------------- | ------ |
| 2 stycznia      | „Tombo” (jap. とんぼ)                                                                       | Tsuyoshi Nagabuchi     | [ 1 ]  |
| 9 stycznia      | wstrzymanie publikacji                                                                      | wstrzymanie publikacji | [ 1 ]  |
| 16 stycznia     | „Aki” (jap. 秋)                                                                             | Otokogumi              | [ 1 ]  |
| 23 stycznia     | „Koi hitoyo” (jap. 恋一夜)                                                                  | Shizuka Kudō           | [ 1 ]  |
| 30 stycznia     | „Koi hitoyo” (jap. 恋一夜)                                                                  | Shizuka Kudō           | [ 1 ]  |
| 6 lutego        | „TRUE LOVE” (jap. とんぼ)                                                                   | Yui Asaka              | [ 1 ]  |
| 13 lutego       | „Ai ga tomaranai ~Turn It Into Love~” (jap. 愛が止まらない 〜Turn It Into Love〜（Wink）)   | Wink                   | [ 1 ]  |
| 20 lutego       | „Geki ai” (jap. 激愛)                                                                       | Tsuyoshi Nagabuchi     | [ 1 ]  |
| 27 lutego       | „Geki ai” (jap. 激愛)                                                                       | Tsuyoshi Nagabuchi     | [ 1 ]  |
| 6 marca         | „ROSÉCOLOR”                                                                                 | Miho Nakayama          | [ 1 ]  |
| 13 marca        | „TIME ZONE”                                                                                 | Otokogumi              | [ 1 ]  |
| 20 marca        | „Chikyū o sagashite” (jap. 地球をさがして)                                                  | Hikaru Genji           | [ 1 ]  |
| 27 marca        | „Nammida o misenai de ~Boys Don't Cry~” (jap. 涙をみせないで 〜Boys Don't Cry〜)            | Wink                   | [ 1 ]  |
| 3 kwietnia      | „Nammida o misenai de ~Boys Don't Cry~” (jap. 涙をみせないで 〜Boys Don't Cry〜)            | Wink                   | [ 1 ]  |
| 10 kwietnia     | „Nammida o misenai de ~Boys Don't Cry~” (jap. 涙をみせないで 〜Boys Don't Cry〜)            | Wink                   | [ 1 ]  |
| 17 kwietnia     | „BE MY BABY”                                                                                | Complex                | [ 1 ]  |
| 24 kwietnia     | „BE MY BABY”                                                                                | Complex                | [ 1 ]  |
| 1 maja          | „Gomen yo namida” (jap. ごめんよ涙)                                                         | Toshihiko Tahara       | [ 1 ]  |
| 8 maja          | „LIAR”                                                                                      | Akina Nakamori         | [ 1 ]  |
| 15 maja         | „Arashi no sugao” (jap. 嵐の素顔)                                                           | Tsuyoshi Nagabuchi     | [ 1 ]  |
| 22 maja         | „Arashi no sugao” (jap. 嵐の素顔)                                                           | Tsuyoshi Nagabuchi     | [ 1 ]  |
| 29 maja         | „Arashi no sugao” (jap. 嵐の素顔)                                                           | Tsuyoshi Nagabuchi     | [ 1 ]  |
| 5 czerwca       | „Return to Myself ~Shinai, shinai, Natsu.” (jap. Return to Myself 〜しない、しない、ナツ。) | Mari Hamada            | [ 1 ]  |
| 12 czerwca      | „Diamonds”                                                                                  | Princess Princess      | [ 1 ]  |
| 19 czerwca      | „Sayonara Baby” (jap. さよならベイビー)                                                     | Southern All Stars     | [ 1 ]  |
| 26 czerwca      | „Diamonds”                                                                                  | Princess Princess      | [ 1 ]  |
| 3 lipca         | „Maitta ne konya” (jap. まいったネ今夜)                                                     | Shōnen-tai             | [ 1 ]  |
| 10 lipca        | „Sekai de ichiban atsui natsu” (jap. 世界でいちばん熱い夏)                                  | Princess Princess      | [ 1 ]  |
| 17 lipca        | „Samishii nettaigyo” (jap. 淋しい熱帯魚)                                                    | Wink                   | [ 1 ]  |
| 17 lipca        | „Samishii nettaigyo” (jap. 淋しい熱帯魚)                                                    | 24 lipca               | [ 1 ]  |
| 31 lipca        | „Taiyō ga ippai” (jap. 太陽がいっぱい)                                                      | Hikaru Genji           | [ 1 ]  |
| 7 sierpnia      | „SUMMER GAME”                                                                               | Kyōsuke Himuro         | [ 1 ]  |
| 14 sierpnia     | „CROSS TO YOU/ROCKIN' MY SOUL”                                                              | Otokogumi              | [ 1 ]  |
| 21 sierpnia     | „Taiyō ga ippai” (jap. 太陽がいっぱい)                                                      | Hikaru Genji           | [ 1 ]  |
| 28 sierpnia     | „Taiyō ga ippai” (jap. 太陽がいっぱい)                                                      | Hikaru Genji           | [ 1 ]  |
| 4 września      | „Taiyō ga ippai” (jap. 太陽がいっぱい)                                                      | Hikaru Genji           | [ 1 ]  |
| 11 września     | „Taiyō ga ippai” (jap. 太陽がいっぱい)                                                      | Hikaru Genji           | [ 1 ]  |
| 18 września     | „Kōsa ni fukarete” (jap. 黄砂に吹かれて)                                                    | Shizuka Kudō           | [ 1 ]  |
| 25 września     | „Kōsa ni fukarete” (jap. 黄砂に吹かれて)                                                    | Shizuka Kudō           | [ 1 ]  |
| 2 października  | „Kōsa ni fukarete” (jap. 黄砂に吹かれて)                                                    | Shizuka Kudō           | [ 1 ]  |
| 9 października  | „Kōsa ni fukarete” (jap. 黄砂に吹かれて)                                                    | Shizuka Kudō           | [ 1 ]  |
| 16 października | „Kōsa ni fukarete” (jap. 黄砂に吹かれて)                                                    | Shizuka Kudō           | [ 1 ]  |
| 23 października | „Kōsa ni fukarete” (jap. 黄砂に吹かれて)                                                    | Shizuka Kudō           | [ 1 ]  |
| 30 października | „Niji o mita kai” (jap. 虹をみたかい)                                                       | Misato Watanabe        | [ 1 ]  |
| 6 listopada     | „RUNNING TO HORIZON”                                                                        | Tetsuya Komuro         | [ 1 ]  |
| 13 listopada    | „One Night In Heaven ~Mayonaka no Angel~” (jap. One Night In Heaven 〜真夜中のエンジェル〜) | Wink                   | [ 1 ]  |
| 20 listopada    | „One Night In Heaven ~Mayonaka no Angel~” (jap. One Night In Heaven 〜真夜中のエンジェル〜) | Wink                   | [ 1 ]  |
| 27 listopada    | „GRAVITY OF LOVE”                                                                           | Tetsuya Komuro         | [ 1 ]  |
| 4 grudnia       | „Shiroi Christmas” (jap. 白いクリスマス)                                                    | Jun Sky Walker(s)      | [ 1 ]  |
| 11 grudnia      | „Film no mukōgawa” (jap. フィルムの向こう側)                                                | Yōko Minamino          | [ 1 ]  |
| 18 grudnia      | „Shoppai mikazuki no yoru” (jap. しょっぱい三日月の夜)                                      | Tsuyoshi Nagabuchi     | [ 1 ]  |
| 25 grudnia      | „Christmas Eve” (jap. クリスマス・イブ)                                                     | Tatsurō Yamashita      | [ 1 ]  |